# Джон Ріттер
Джонатан «Джон» Саусворт Ріттер (англ. Johnathan "John" Southworth) (17 вересня 1948 — 11 вересня 2003) — американський актор та продюсер.

## Біографія
Джон Ріттер народився 17 вересня 1948 року у Бербанку, у родині акторки Дороті Фей та співаючого ковбоя Текса Ріттера.
Закінчив Голівудську середню школу. 6 червня 2008 року середній школі було привласнено ім'я Джона Ріттера. Вивчав архітектуру та психологію в університеті Південної Каліфорнії.
На ТБ з 1968 року, знімався у телесеріалах. Дебют Ріттера у кіно відбувся 1971 року, коли він знявся у кінокомедії «Босий керівник». З перших ж робіт на телебаченні і у кіно Джон Ріттер зарекомендував себе гострохарактерним та яскравим комедійним актором.
Знаковими роботами Ріттера у кіно і на телебаченні стали: Джек Тріппер у телесеріалі «Троє — це компанія» (1977—1984, премія «Еммі» та «Золотий глобус», 1984), детектив Хапперман у серіалі «Хапперман» (1987—1989, премія People's Choise, 1988), Вог Каннінгем у фільмі «Вигострене лезо» (1996), Пол Геннесі у комедійному серіалі «8 простих правил» (2002—2005, номінація «Еммі», 2004, посмертно). У декількох картинах він виступав як продюсер.
У вересні 2003 року Джонові Ріттеру повинно було виповнитися 55 років, він дуже готувався до святкування свого ювілею. Актор якраз повернувся до зйомок комедії «Вісім простих правил», яку телекомпанія ABC планувала показати 23 вересня.
У четвер 11 вересня акторові раптово стало погано просто на знімальному майданчику. Його терміново привезли до лікарні Святого Провидця Джозефа, де у той ж день після 22 години вечора він помер. Як пояснила агент актора Ліза Кестлер, причиною смерті Ріттера стала диссекція аорти у результаті вади серця невідомого походження.